# 攝影雜誌
《攝影雜誌》是香港博藝集團有限公司（Pop Art Group Ltd）旗下的一本攝影月刊，以繁体中文出版，總編輯為伍振榮。
創刊於1987年4月，以月刊形式推出。內容以報導最新的攝影器材及介紹多種攝影技術及潮流為主，自1990年代以来，一直是領導香港攝影消費潮流的消閒性攝影期刊。由於內容精益求精，器材資訊快捷靈通，內容水準凌駕同類刊物，攝影愛好者對本刊至為信賴，早已成為本地最暢銷的攝影刊物。
攝影雜誌於1997年衍生出《DPI 數碼攝影》，初期附刊於《攝影雜誌》内，之後独立出版，是全球第一本中文數碼攝影月刊，於2003年正式改名為《DC Photo 數碼攝影》，是香港權威的數碼攝影刊物。內容包括最專業而權威的數碼相機測試及推介，是消費者購買數碼相機前的參考刊物。主力以權威而又專業的形象推介數碼相機、Photo級噴墨打印機、Scanner、影像軟件等相關產品，是香港主要的數碼攝影專門刊物，到2014年，《DC Photo 數碼攝影》重新併值入《攝影雜誌》內。
此外，《攝影雜誌》多年來也一直出版攝影叢書，當中以《攝影天書》和《Photoshop數碼執相天書》最為暢銷，而各Nikon和Canon單反超級手冊系列也深得各用家歡迎,被視為香港權威的攝影書出版商。